# نورتليه (السويد)
نورتليه هي بلدية في السويد، تتبع محافظة ستوكهولم، بلغ عدد سكانها 57,226  نسمة في 2014، عاصمتها نورتليه، تبلغ مساحتها 5,869.25 كيلومتر مربع، و3,853.9 كيلومتر مربع.

## الموقع
تشترك في الحدود مع:
- هامارلاند  [لغات أخرى]‏
- Knivsta Municipality [الإنجليزية]‏
- إيكيرو  [لغات أخرى]‏
- جومالا  [لغات أخرى]‏
- ليملاند  [لغات أخرى]‏
- Uppsala Municipality [الإنجليزية]‏
- Sigtuna Municipality [الإنجليزية]‏
- Östhammar Municipality [الإنجليزية]‏
- Vallentuna Municipality [الإنجليزية]‏
- Österåker Municipality [الإنجليزية]‏
- Värmdö Municipality [الإنجليزية]‏.

## مدن توأم
المدن التوأم:
- Sicaya Municipality [الإنجليزية]‏
- بالديسكي
- كاردلا
- فيهتي
- بسكوف.